# Tabàtxne (Djankoi)
|  | Per a altres significats, vegeu «Tabàtxne». |

Tabàtxne (en (ucraïnès): Табачне, en rus: Табачное) és un poble de la República Autònoma de Crimea a Ucraïna, que el 2014 tenia 1.287 habitants. Pertany al districte rural de Djankoi. Fins al 1948 la vila es deia Adjí-Akhmat.